# Iodur de cesi
El Iodur de cesi (Fórmula química: CsI) és un compost iònic de iode i de cesi. A temperatura ambient el Iodur de cesi es presenta com un sòlid blanc i inodor.

## Aplicacions
El Iodur de cesi s'utilitza amb freqüència als intensificadors d'imatge de raigs X. Una altra important aplicació dels cristalls del Iodur de cesi constitueix en la calorimetria en detector de partícules.
El Iodur de cesi és un centellejador ràpid que produeix una gran quantitat de llum. El CsI posseeix dos components d'emisió, els quals són: Un en ultraviolat proper a una longitud d'ona de 310 nm i una. Tot i que els seus inconvenients són que depén considerablement de la temperatura i d'una lleugera higroscopicitat.

## Propietats òptiques
- Rang de transmissió: de 250 nm a 55 µm.[3]
- Índex de refracció: 1.739 a 10.6 µm.[3]
- Pèrdues per reflexió: 13.6% a 10.6 µm (2 superfícies).[3]